# Prenzlauer Allee
De Prenzlauer Allee is een straat in het Berlijnse stadsdeel Prenzlauer Berg in het district Pankow. Ze is genoemd naar de stad Prenzlau in Uckermark.
De straat begint aan de Prenzlauer Tor, waar zij in het verlengde van de Karl-Liebknecht-Straße samenkomt met de Mollstraße en de Torstraße . Vandaar loopt zij in noordoostelijke richting naar Berlin-Heinersdorf, kruist de Danziger Straße en eindigt op het kruispunt van de Ostsee- en de Wisbyer Straße. Verder heet de straat Prenzlauer Promenade.

## Locatie
De Prenzlauer Allee is een van de zeven grote straten die, vertrekkende van het stadscentrum aan de Alexanderplatz, noordoostwaarts lopen. Met de wijzers van de klok mee gaat het om de volgende straten:
- Brunnenstraße
- Schönhauser Allee
- Prenzlauer Allee
- Otto-Braun-Straße/Greifswalder Straße
- Landsberger Allee
- Karl-Marx-Allee/Frankfurter Allee
- Holzmarktstraße/Mühlenstraße/Stralauer Allee

## Geschiedenis
De weg werd al vroeg gebruikt als een lange-afstands handelsroute naar Prenzlau, vandaar de latere naam. Tot ongeveer 1824 heette het Heinersdorfer Weg. Heinersdorf was het eerste dorp op de weg buiten Berlijn. Met het ontwerp en de planning van Salomo Sachs en de goedkeuring van een nieuw gebouw op 3 december 1824 kreeg het de naam Prenzlauer Chaussee en werd het vanaf 1878 uiteindelijk verheven tot Allee. Een nieuw opgerichte naamloze vennootschap en de Pruisische regering voerden de plannen van Sachs uit.

## Transportverbinding
De Prenzlauer Allee wordt in zijn volledige lengte bediend door tramlijn M2, die Heinersdorf verbindt met het stadscentrum en eindigt op de Alexanderplatz. Verder kruisen de lijnen M10 aan de Danziger Straße en de M13 en de M12 aan de kruising Wisbyer Straße - Prenzlauer Promenade de Prenzlauer Allee. Ongeveer halverwege de straat bevindt zich de S-Bahnhof Prenzlauer Allee.

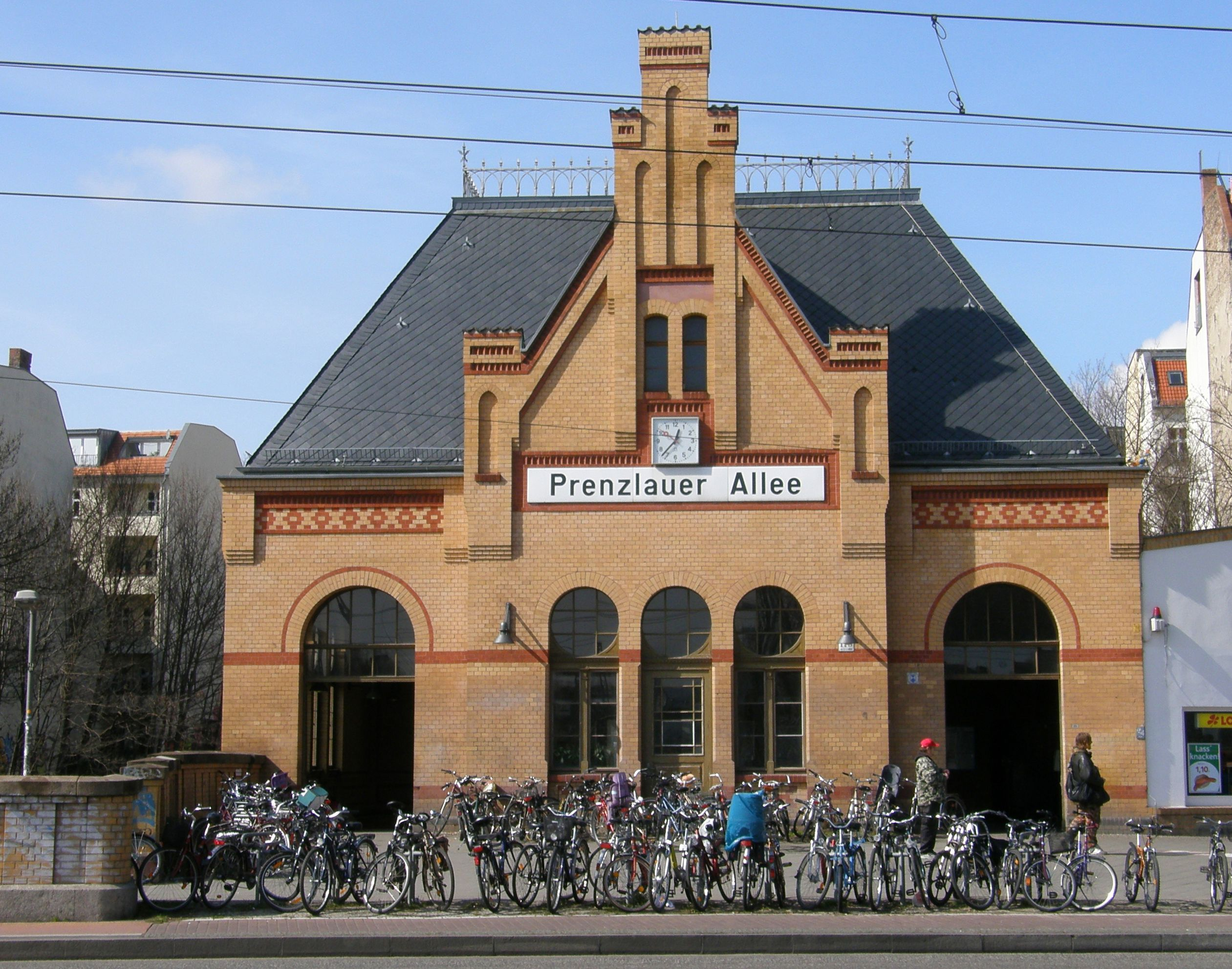
Toegangsgebouw van het station

Altonaer Straße · 
Amalienstraße · 
Bergmannstraße · 
Berliner Allee ·
Bernauer Straße · 
Bismarckstraße · 
Bornholmer Straße · 
Boxhagener Straße ·
Breite Straße ·
Brüderstraße ·
Brunnenstraße ·
Bülowstraße ·
Bundesallee ·
Danziger Straße ·
Eberswalder Straße ·
Ebertstraße ·
Fasanenstraße ·
Frankfurter Allee ·
Friedrichstraße ·
Gertraudenstraße ·
Greifswalder Straße ·
Halskestraße ·
Hardenbergstraße ·
Hauptstraße ·
Heerstraße ·
Hornstraße ·
Invalidenstraße ·
Judengasse ·
Kaiserdamm ·
Karl-Liebknecht-Straße ·
Karl-Marx-Allee ·
Karl-Marx-Straße ·
Kastanienallee ·
Klosterstraße ·
Kopenhagener Straße ·
Kopernikusstraße ·
Kurfürstendamm ·
Landsberger Allee ·
Lehrter Straße ·
Leipziger Straße ·
Majakowskiring ·
Mehringdamm ·
Mollstraße ·
Motzstraße ·
Mühlendamm · 
Oderberger Straße ·
Oranienburger Straße ·
Oranienstraße ·
Ostseestraße ·
Otto-Braun-Straße ·
Otto-Suhr-Allee ·
Potsdamer Straße ·
Prenzlauer Allee ·
Rathausstraße ·
Rheinstraße ·
Rigaer Straße ·
Rosa-Luxemburg-Straße ·
Rosenthaler Straße ·
Rykestraße ·
Samariterstraße · 
Scheidemannstraße · 
Schwedter Straße ·
Schönhauser Allee ·
Simon-Dach-Straße ·
Spandauer Straße ·
Sredzkistraße ·
Stralauer Allee ·
Straße des 17. Juni ·
Tauentzienstraße ·
Torstraße ·
Unter den Linden ·
Warschauer Straße ·
Wiesbadener Straße ·
Wilhelmstraße (Berlin-Mitte) ·
Wilhelmstraße (Berlin-Spandau)